# 柴田隆二
柴田 隆二（しばた りゅうじ、1909年（明治42年） - 1984年（昭和59年））は、静岡県掛川市出身の写真家。国画会会員。

## 経歴
- 1909年（明治41年） - 静岡県掛川市十九首に生まれる。
- 1932年（昭和7年） - 早稲田大学の水泳選手であったことから日本水上競技連盟に就職。機関誌「水泳」（現在の月刊水泳）の編集長に。
- 1938年（昭和13年） - 日本青年館で雑誌「青年」を編集。柳田國男に師事する。
- 1940年（昭和15年） - フリーカメラマンとして写真作家及び写真評論生活に入る。土門拳/浜谷浩らと青年報道写真研究会を設立。
- 1972年（昭和47年） - 常葉女子短期大学美術デザイン科講師、芹沢美術館評議委員に就任。
- 1985年（昭和60年） - 死去。享年75。

## 翻訳
- 『独逸映画を如何に学ぶべきか』（ドイツ文化資料社編、佐々木能理男共訳、青山書院、独逸の映画体制貴重資料の集成） 1942